# Marks
Marks - Маркс (rus) - és una ciutat de l'óblast de Saràtov, a Rússia.

## Geografia
Marks es troba a la riba esquerra del Volga, a 55 km al nord-est de Saràtov i a 751 km al sud-est de Moscou.

## Història
L'origen de la vila es remunta a una colònia alemanya, anomenada Baronsk, fundada el 1767 per alemanys de Brabant. Fou rebatejada Iekaterinenstadt en honor de Caterina II. El 1918 aconseguí l'estatus de ciutat i el 1920 fou rebatejada Marxstadt, en honor de Karl Marx. El 1941, durant la russificació dels topònims alemanys, Marxstadt esdevingué Marks.